# Élson Roberto Raymundo
Élson Roberto Raymundo (Volta Redonda, 8 de abril de 1968) é um ex-futebolista brasileiro que jogava como volante. Atualmente é treinador, sendo auxiliar técnico do Volta Redonda.

## Carreira
Atleta alto (media 1,90 de altura) e esguio, Élson jogou por Volta Redonda, Paysandu, União Barbarense, América de Rio Preto e em times de expressão como Internacional, Guarani, Portuguesa, Santos e Vitória.

### Volta Redonda
Revelado nas categorias de base do Voltaço, Élson foi bicampeão da Segunda Divisão do Carioca (1990 e 2004). Em 2005, foi campeão da Copa Finta Internacional, da Taça Guanabara, vice-campeão carioca e campeão da Copa Rio 2007.
Na Copa Finta Internacional, teve uma contusão séria na cabeça logo no 1o jogo, contra o Joe Public.
Na final da Taça Guanabara de 2005, aos 36 anos, converteu seu pênalti na disputa contra a Cabofriense, ajudando na conquista deste título.

### Internacional
Com o time do Inter, foi campeão gaúcho e da Copa de Brasil de 1992, torneio este em que participou de todas as partidas, e marcou dois gols. No mesmo ano, na Copa Wako Denki, foi autor de 2 dos 5 gols da vitória do Internacional sobre o Panasonic Gamba

### Outros times
Élson vestiu ainda as camisas do Guarani, América-SP, Vitória-BA, União Barbarense, Santos, onde fez parte do plantel que jogou a Série A do Brasileirão de 1999, Portuguesa, União Barbarense, Paysandu e América-SP, antes de retornar ao Volta Redonda e pendurar as chuteiras em 2006, com 38 anos de idade.

### Como treinador
Agora como Élson Roberto, ele começou sua carreira de treinador treinando o time de juniores do Voltaço. Assumiu o time principal em 2010, quando foi o treinador na campanha da Copa Rio daquele ano. Ficou como treinador até 2012, quando assumiu a função de auxiliar. Em 2015, foi o técnico da equipe principal em 4 jogos, com o status de interino.

## Carreira política
Em 2008, Élson foi candidato a vereador em Volta Redonda pelo PSC, mas não conseguiu se eleger. Foi a única participação do ex-jogador fora do futebol.

## Títulos
Volta Redonda
- Segunda Divisão do Carioca: 1990 e 2004
- Copa Finta Internacional
- Taça Guanabara: 2005
- Vice-campeão carioca:  2005
- Copa Rio 2007

Internacional
- Campeonato Gaúcho: 1992
- Copa do Brasil: 1992
- Copa Wako Denki: 1992